# SKIYAKI
株式会社SKIYAKI（スキヤキ）は、日本・東京都渋谷区に本社を構えるインターネット関連のサービスに特化した日本のテクノロジー企業である。スペースシャワーSKIYAKIホールディングスの100%子会社。

## 概要
フォークデュオ「ゆず」やアニメ『美少女戦士セーラームーンCrystal』などの月額制・年会費制のサブスクリプション方式のファンクラブサイト、グッズ販売のECサイト、電子チケットアプリ「BitfanPASS」などを制作、運営する。
オールインワン型ファンプラットフォーム「Bitfan」とカスタム型ファンプラットフォーム「Bitfan Pro」の開発、提供を主力事業としている。
カルチュア・コンビニエンス・クラブ株式会社の企業グループに属し、連結子会社3社（株式会社ロックガレージ、株式会社SEA Global、株式会社エンターメディアFC）、持分法適用会社3社（株式会社3DAY、株式会社shabell、株式会社SKIYAKI LIVE PRODUCTION）を傘下に持つ。
2024年4月1日付で株式会社スペースシャワーネットワーク（同日付でスペースシャワーSKIYAKIホールディングス株式会社へ商号変更）と経営統合を実施。SKIYAKIは同日付でスペースシャワーSKIYAKIホールディングスの完全子会社となった。

## 沿革
- 2003年8月 - 資本金300万円で設立[5]。
- 2012年2月 - 株式会社SKIYAKIに商号変更し、FanTech事業を開始[5]。
- 2017年10月26日 - 東証マザーズ市場に上場[6]。証券コードは「3995」[7]。
- 2018年
  - 2月 - ファンの熱量を可視化する「Bitfan」をリリース[8]。
  - 9月 - エンタープライズ向けのCMSを「Bitfan Pro」へ名称変更[9]。
- 2020年
  - 4月 - 「Bitfan」を全面リニューアル[10]。
  - 10月 - 「Bitfan」が日本サービス大賞「総務大臣賞」を受賞[11]。
  - 12月11日 - 宮瀬卓也が代表取締役を退任し、小久保知洋が就任[12]。
- 2021年12月 - ファンプラットフォーム全体の有料会員数が100万人を突破[13]。
- 2024年
  - 3月28日 - 東京証券取引所グロース市場上場廃止[4]。
  - 4月1日 - スペースシャワーネットワーク（同日付でスペースシャワーSKIYAKIホールディングスへ商号変更）と経営統合を実施。SKIYAKIは同日付でスペースシャワーSKIYAKIホールディングスの完全子会社となる[4]。

## 社名の由来
「SKIYAKI」は海外でも通じる代表的な日本語であり、これまで発売された日本の曲の中で、唯一、全米Billboardシングルチャートで週間ランキング1位を獲得した「上を向いて歩こう」（坂本九）の海外での曲名。常にグローバルな視点でのビジネス創出を目指し、日本発の音楽としても重要な位置づけにある「スキヤキ」を社名として掲げている。